# Macnelly Torres
Macnelly Torres Berrio (Barranquilla, 1º novembre 1984) è un ex calciatore colombiano, di ruolo centrocampista.

## Carriera
Ha vinto la Coppa Libertadores 2016 con la maglia dell'Atlético Nacional.

## Palmarès

### Club

#### Competizioni nazionali
- Campionato colombiano: 2

Junior: 2004
Cúcuta Deportivo: 2006
- Copa Colombia: 1

Atlético Nacional: 2018

#### Competizioni internazionali
- Coppa Libertadores: 1

Atletico Nacional: 2016
- Recopa Sudamericana: 1

Atlético National: 2017